# Thaloe remotus
Thaloe remotus är en spindelart som först beskrevs av Bryant 1948.  Thaloe remotus ingår i släktet Thaloe och familjen spökspindlar. Inga underarter finns listade i Catalogue of Life.